# 동부 해안 농구 리그
동부 해안 농구 리그(East Coast Basketball League, ECBL)는 미국의 프로 농구 연맹의 마이너 리그(세미프로리그)이다.

## 현재 팀
| 디비전                                 | 팀                            | 연고지                        | 창설   | 가맹   |
| 노스                                   |                               |                               |        |        |
| -------------------------------------- | ----------------------------- | ----------------------------- | ------ | ------ |
| 노스                                   | 캐롤라이나 킹스               | 노스캐롤라이나주 그린빌       | 2016년 | 2017년 |
| 노스                                   | 샬럿 골든 불스                | 노스캐롤라이나주 샬럿         | 2016년 | 2017년 |
| 노스                                   | 페이엣빌 크로스오버           | 노스캐롤라이나주 페이엣빌     | 2011년 | 2015년 |
| 노스                                   | 햄프턴 로드 워리어스          | 버지니아주 햄프턴             | 2015년 | 2017년 |
| 노스                                   | 하이 포인트 호크스            | 노스캐롤라이나주 하이 포인트  | 2013년 | 2015년 |
| 노스                                   | 럼버턴 쇼스타퍼즈             | 노스캐롤라이나주 럼버턴       | 2014년 | 2017년 |
| 노스                                   | 피터스버그 캐벌리어스         | 버지니아주 피터스버그         | 2015년 | 2016년 |
| 노스                                   | 롤리-더럼 유나이티드 랩터스   | 노스캐롤라이나주 더럼         | 2015년 | 2016년 |
| 노스                                   | 윈스턴-세일럼 팀 썰리파이     | 노스캐롤라이나주 윈스턴세일럼 | 2014년 | 2016년 |
| 사우스                                 |                               |                               |        |        |
| 캐롤라이나 크루세이더스                | 사우스캐롤라이나주 컬럼비아   | 2014년                        | 2015년 |        |
| 캐롤라이나 선더                        | 사우스캐롤라이나주 딜런       | 2015년                        | 2017년 |        |
| 플로렌스 와일드캐츠                    | 사우스캐롤라이나주 플로렌스   | 2016년                        | 2017년 |        |
| 포트고든 이글스                        | 조지아주 오거스타             | 2013년                        | 2015년 |        |
| 프라임 타임 플레이어스                 | 사우스캐롤라이나주 포트밀     | 1991년                        | 2015년 |        |
| 서배너 스톰                            | 조지아주 서배너               | 2014년                        | 2015년 |        |
| 사우스캐롤라이나 쇼타임                | 사우스캐롤라이나주 오렌지버그 | 2016년                        | 2017년 |        |
| 사우스캐롤라이나 업스테이트 레드호크스 | 사우스캐롤라이나주 그린빌     | 2014년                        | 2015년 |        |
| 스파크 시티 스플래쉬                   | 사우스캐롤라이나주 스파턴버그 | 2011년                        | 2015년 |        |

## 챔피언십
| 시즌 | 우승팀                 | 스코어    | 준우승팀            |
| ---- | ---------------------- | --------- | ------------------- |
| 2015 | 프라임 타임 플레이어스 | 130 - 113 | 페이엣빌 크로스오버 |
| 2016 | 프라임 타임 플레이어스 | 119 - 100 | 페이엣빌 크로스오버 |